# Ириней (Ковачевич)
Митрополи́т Ирине́й (серб. Митрополит Иринеј, в миру Милан Ковачевич, серб. Милан Ковачевић, Milan Kovačević; 6 сентября 1914, Врнчани, Сербия — 6 февраля 1999, Либертивилл, Иллинойс, США) — архиерей Сербской православной церкви; с 1978 по 1999 годы — митрополит Новограчаницкий.

## Биография
Родился 6 сентября 1914 года в селе Врнчани, в Горном Милановаце, в Сербии.
В 1936 году окончил учительский педагогический колледж и с 1936 по 1940 годы работал учителем в посёлке Лютовница.
С 1940 по 1945 годы в звании рядового провёл в заключении в немецком концентрационном лагере в Оснабрюк.
С 1947 по 1949 годы учился на богословском факультете в Дорчестере, а с 1949 по 1952 годы обучался в Колумбийском университете, где получил степень магистра в области философии. Также изучал богословие в Свято-Владимирской семинарии, получив степень магистра богословия.
В октябре 1953 года поступил в монастырь Святого Саввы в штате Иллинойс, где 30 декабря того же года архимандритом Фирмилианом (Оцоколичем) пострижен в монашество с именем Ириней.
31 декабря 1953 года был рукопложён в сан иеродиакона, а 7 апреля 1954 года — в сан иеромонаха. Служил на приходах Нью-Йорка, Калифорнии и Пенсильвании, после чего вернулся в Либертивилл.
7 декабря 1963 года в монастыре Святого Саввы в Либертивилле был хиротонисан в викарного епископа Американской и Канадской епархии. Хиротонию совершили два украинских епископа: Геннадий и Григорий (По видимому Григорий (Огийчук) и Геннадий (Шиприкевич) из Украинской автокефальной православной церкви соборноправной).
Иеромонах Афанасий (Евтич) в своём исследовании под названием «История и анализ американского раскола», отмечает одно значительное событие из середины семидесятых годов, который был важным для последующего преодоления раскола в Сербской церкви. Он утверждает, что при посредничестве митрополита Аксумского Мефодия (Фуйаса), который изучал каноничность Украинской иерархии, Александрийский Патриарх Николай IV принял и признал епископа Иринея (Ковачевича), его клир и мирян. В своей грамоте Александрийский Патриарх писал епископу Иринею в Америке: «С большой осторожностью, рассмотрев документы, с удовольствием провозглашаем Вашу хиротонию в сан епископа правильной и канонической, в соответствии с текущей ситуацией в Америке и Канаде… Это Апостольский Патриархат святого Марка, практикуя давнюю традицию принимать подобные заявления от православных церквей и также отвечает материнском любовью и заботой, этим Вас признаёт за канонического епископа Святой Апостольской Православной Церкви». Александрийский Патриарх подтвердил такое отношение и в ответном письме (от 24 ноября 1975 года) на благодарственное письмо епископа Иринея. Однако, три года спустя он под давлением Сербской православной церкви и Константинопольской Патриархии отозвал своё покровительство и в письме епископу Иринею сообщил, что ему жаль, что «впредь не могу больше признавать Ваше Высокопреосвященство как канонического епископа, потому что на меня было большое внешнее давление со стороны государства и Церкви… Пожалуйста, Ваше Высокопреосвященство, стараетесь разными способами быть способным защитить Вашу каноническую позицию и Церковь, которая находится под Вашим предстоятельством и управлением».
15 мая 1979 года возглавил Новограчаницкую митрополию, одновременно став главой Америкой и Канадской епархии Новограчаницкой митрополии.
В августе 1984 года на церковно-народном соборе избран новым митрополитом Новограчаницким, главой «Свободной сербской православной церкви».
С октября 1988 года по июнь 1991 года временно управлял Епархией Австралии и Новой Зеландии Свободной Сербской Православной Церкви.
Восстановление полного евхаристического общения с Сербским патриархатом произошло 15 февраля 1992 года.
С 1980 по 1982 году в качестве председателя возглавлял Сербский национальный конгресс в Чикаго.
В 1984 году завершил строительство пятиглавого собора в Ново-Грачаницком монастыре к северу от Чикаго, стоимость которого оценивалась на тот период в $ 5 млн. В 1990-е в период гражданской войны в Югославии направил в качестве гуманитарной помощи продуктов и предметов первой необходимости более чем на $ 1 млн.
С октября 1988 по 23 июня 1991 года временно управлял Австралийской и Новозеландской епархией.
В 1996 году перенёс инсульт и скончался 2 февраля 1999 года в старческом доме в Либертивилле и после церемонии прощания в Ново-Грачаницком монастыре, 9 февраля похоронен в местечке Сёрд Лейк, недалеко от Гарни.